# Scardamia aurantiacaria
Scardamia aurantiacaria là một loài bướm đêm trong họ Geometridae.